# Campagne-lès-Hesdin
Campagne-lès-Hesdin é uma comuna francesa na região administrativa de Altos da França, no departamento de Pas-de-Calais. Estende-se por uma área de 15,64 km². Em 2010 a comuna tinha 1 963 habitantes (densidade: 125,5 hab./km²).